# Luigi Tornaghi
Luigi Tornaghi (Vimodrone, 27 dicembre 1920 – ...) è stato un calciatore italiano, di ruolo centrocampista.

## Carriera
Cresce nelle giovanili del Milano, facendo la regolare trafila dai ragazzi alle riserve. Rimane in rosa con i rossoneri anche per l'intera stagione 1939-1940, nella quale non viene mai impiegato in partite ufficiali. Nel 1940 va a Sanremo per effettuare il servizio militare.
Durante tale periodo gioca in Serie C con la maglia della Sanremese, società con cui conquista un secondo posto in classifica sfiorando la promozione in Serie B nella stagione 1940-1941 e con la quale successivamente disputa il campionato di terza serie anche durante la stagione 1941-1942.
Torna poi al Milan, che nel 1945 lo mette in lista di trasferimento, e passa alla Gallaratese, con cui gioca 19 partite (con anche una rete segnata) nel campionato misto di Serie B e C nella stagione 1945-1946. Con la stessa squadra fa il suo esordio in Serie B nella stagione 1946-1947, nella quale gioca tutte e 42 le partite in programma nel campionato cadetto e realizza 8 reti, che fanno di lui il miglior marcatore stagionale del club varesino. Gioca a Gallarate anche nel corso della stagione 1947-1948, nella quale disputa 16 partite segnando 2 reti. A fine anno dopo la retrocessione in Serie C lascia la squadra biancoazzurra. Successivamente ha giocato per una stagione in Promozione (il massimo livello dilettantistico dell'epoca) nell'Audace San Michele Extra.
In carriera ha giocato una partita in Serie A e 77 partite in Serie B, categoria in cui ha anche segnato 11 reti.